# Åssiden
Åssiden er Drammens (Buskerud) største bydel, med 10.398 indbyggere (2002). Den grænser mod Nedre Eiker i vest og Drammenselven i syd. Bebyggelsen i Åssiden består hovedsagelig af villaer, rækkehuse og blokke.
59°48′N 10°06′Ø / 59.8°N 10.1°Ø